# Fibuloides
Fibuloides là một chi bướm đêm thuộc phân họ Tortricinae của họ Tortricidae.

## Các loài
- Fibuloides aestuosa (Meyrick, 1912)
- Fibuloides biuncana (Kuznetzov, 1997)
- Fibuloides corinthia (Meyrick, 1912)
- Fibuloides crocoptila (Diakonoff, 1968)
- Fibuloides cyanopis (Meyrick, 1912)
- Fibuloides deltostoma (Diakonoff, 1968)
- Fibuloides euphlebia (Kawabe, 1989)
- Fibuloides japonica (Kawabe, 1978)
- Fibuloides levatana (Kuznetzov, 1997)
- Fibuloides macrosaris (Meyrick, 1938)
- Fibuloides metaspra (Diakonoff, 1983)
- Fibuloides minuta Horak, 2006
- Fibuloides modificana Kuznetzov, 1997
- Fibuloides munda (Diakonoff, 1983)
- Fibuloides neaera (Meyrick, 1912)
- Fibuloides nigrovenana (Kuznetzov, 1988)
- Fibuloides phycitipalpiaa Horak, 2006
- Fibuloides pythonias (Meyrick, 1910)
- Fibuloides segregana (Kuznetzov, 1997)
- Fibuloides thysanota (Meyrick, 1912)